# 弗朗茨·尼斯尔
弗朗茨·尼斯尔  （德語：Franz Nissl，1860年9月9日—1919年8月11日）是德國的一位醫學研究員及著名的神經病理學家。生于弗蘭肯塔爾，死于慕尼黑。

## 早年生活
尼斯尔雙親為特奥多尔·尼斯尔和瑪麗亞·哈斯。 特奥多尔在一所天主教學校教拉丁文，希望兒子成爲一名牧師。然而弗朗茨進入了慕尼黑大學（Ludwig Maximilian University of Munich）學醫。
伯納德·馮·古登是尼斯尔的一位大學老師，他的助理西格贝特·约瑟夫·瑪麗亞·甘泽（Sigbert Josef Maria Ganser）建議尼斯尔寫一篇關於腦皮質細胞病理學的論文。大學醫學部于1884年開展了一場神經學方面的有獎競賽，尼斯尔接手了腦皮質研究。他用乙醇作爲固定劑開發了能夠顯示幾種神經細胞成分的染色技術。尼斯尔獲獎並于1885年以此為題寫了他的博士學位論文。

## 醫學研究及教育的職業
馮·古登教授是學校論文競賽的裁判，他對尼斯尔的研究印象深刻於是決定提供尼斯尔助理工作，尼斯尔答應了，並于1885年至1888年間擔任此工作。他的任务包括在福斯滕里德宫照顾精神失常的王弟、1886年登基的国王奥托。1888年尼斯尔搬至布蘭肯海姆（Blankenheim）學院。1889年他在法蘭克福與神經學家路德維希·埃丁格（Ludwig Edinger）及當時正開發一種神經膠質細胞染色法的神經病理學傢卡爾·維格特（Karl Weigert）會面。這促使尼斯尔開始研究神經膠質細胞、血液組成、血管及腦組織的可觀察的改變與精神及神經疾病的關係。
尼斯尔在法蘭克福認識了愛羅斯·阿茲海默並公事7年。他們成爲親密的朋友。
1895年埃米爾·克雷珀林邀尼斯尔到海德堡大學擔任助理醫生。1904年他已是該機構的全職教授并于克雷珀林搬至慕尼黑時成爲精神科主任。

## 晚年生活及過世
執教及行政管理的負擔加上研究器材匱乏使得尼斯尔的很多科學項目沒能完成。他同時也飽受腎病困擾。第一次世界大戰時他管理一所軍隊醫院。
1918年克雷珀林再次邀尼斯尔擔任位于慕尼黑的德國精神病學研究所的一個研究工作。與科比尼安·布洛德曼及瓦爾特·施皮爾邁耶（Walther Spielmeyer）工作一年后在1919年由於腎病去世。

## 個人
尼斯尔身材矮小，舉止粗俗，左臉有胎記，終生未婚，典型的工作狂。
一次開玩笑，提倡不飲酒的尼斯尔放置了一排空啤酒瓶于他的實驗室外並使得克雷珀林相信他在桌下躺著，醉得不省人事。
尼斯尔是為有競爭力的鋼琴家。烏戈·斯帕茨（Hugo Spatz）講了他第一次與尼斯尔會面申請在尼斯尔實驗室工作的事。尼斯尔那天工作忙讓學生12點到他家。斯帕茨正午趕到發現尼斯尔不在，管家認爲尼斯尔指的是午夜12點於是斯帕茨當晚又去了尼斯尔家。這次尼斯尔在家但斯帕茨不得不在前廳等了半小時直到他彈奏完正在彈奏的鋼琴奏鳴曲。談話持續到破曉。

## 遺產
尼斯尔可能是當時最偉大的神經病理學家，同時他作爲臨床醫生也讓海因里希·昆克（Heinrich Quincke）倡導的脊髓穿刺流行起來。
尼斯尔研究了人類皮質與丘腦核間的神經聯係，他在研究這個課題時去世。
他的1896年的文字記錄顯示了他的研究哲學：
：只要我們同意，所有的精神失常，觀察皮質中有界定的疾病的臨床表現，我們就能移除在精神病學家中不能達成一致的障礙。

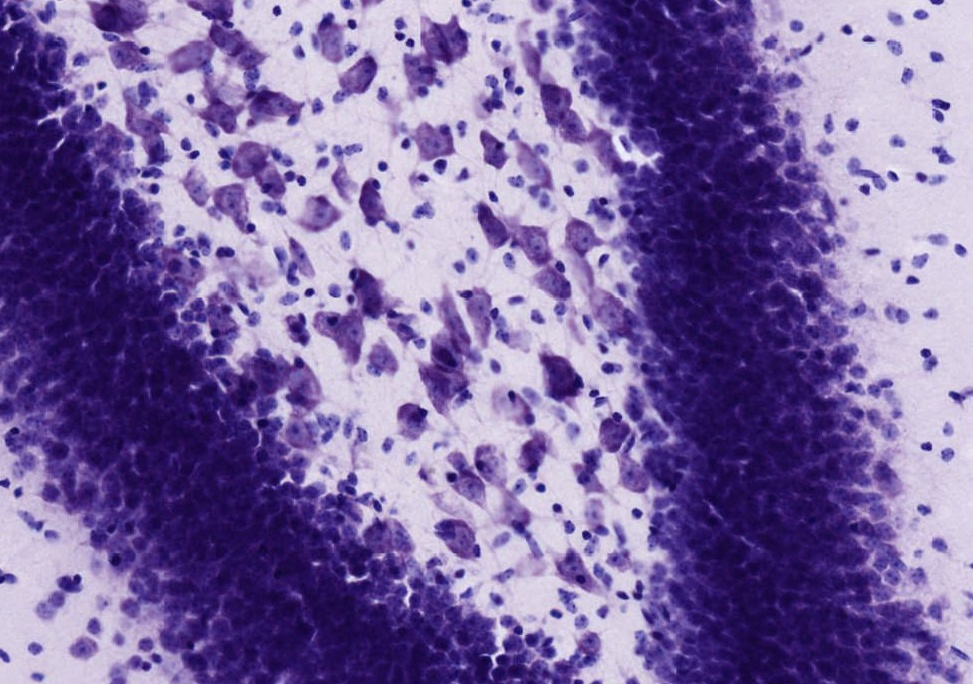
嚙齒動物海馬体的經尼斯尔染色后的組織切片圖像顯示各種類型的神經細胞

## 命名的組織學概念
尼斯尔法制對細胞體特別是對內質網的染色。可用多種基礎染料(如苯胺, 硫堇（thionine）或甲酚紫（cresyl violet）) 將帶負電的核糖核酸藍（RNA blue）染色，同時也用於突出顯示神經細胞的重要結構特點。 粗糙內質網（尼斯尔物質）由於核糖體 RNA 的染色而變爲深藍色，讓細胞質表現斑駁狀。核外游離顆粒狀 RNA 被命名為尼斯尔顆粒(核糖體)。核内 DNA 也被染為相似的顔色。

## 另見
- 尼斯尔体

## 外部連結
- 尼斯尔染色法及協議鏈接（英文） （页面存档备份，存于）
- 來自伊利諾大學芝加哥分校的更多信息（英文） （页面存档备份，存于）